# Alaró
Alaró település Spanyolországban, a Baleár-szigeteken. Alaró Binissalem, Bunyola, Escorca, Lloseta, Santa Maria del Camí, Mancor de la Vall és Consell községekkel határos. Lakosainak száma 6037 fő (2024).

## Népesség
A település népessége az elmúlt években az alábbi módon változott:
| Lakosok száma | 4121 | 4607 | 4869 | 5327 | 5438 | 5227 | 5282 | 5572 | 5741 | 6037 |
|               | 2001 | 2004 | 2006 | 2009 | 2011 | 2014 | 2016 | 2019 | 2021 | 2024 |